# Richard Imbernón
Richard Imbernón Ríos (Andorra la Vieja,  21 de diciembre de 1975), más conocido como Richard Imbernón, es un exfutbolista y entrenador de fútbol andorrano que actualmente dirige a la Futbol Club Penya d'Andorra de la Primera División de Andorra.

## Trayectoria

### Como jugador
Nacido en Andorra la Vieja, Richard comenzó su trayectoria como jugador en el FC Andorra, con el que llegó a su filial en la temporada 1995-96. Más tarde, formaría parte de una gran multitud de clubs andorranos como CE Principat, Constel·lació Esportiva, FC Santa Coloma, UE Sant Julia, Atlètic Club d'Escaldes y UE Extremenya, donde se retiró en 2008.

### Como entrenador
Tras colgar las botas, en la temporada 2008-09 se convierte en entrenador del FC Andorra del Grupo V de la Primera Territorial catalana, en el que permanecería durante cuatro temporadas.
En la temporada 2013-14, firma por el FC Santa Coloma de la Primera División de Andorra, al que dirige durante cinco temporadas.
El 21 de junio de 2018, se hace cargo del FC Andorra de la Primera Catalana, al que dirige hasta el 29 de diciembre de 2018.
En enero de 2019, firma como coordinador de la cantera del Inter Club d'Escaldes, en el que trabaja hasta el final de la temporada.
En julio de 2019, regresa al FC Andorra para dirigir a su filial del Grupo 9 de la Primera División catalana, en el que permanece durante tres temporadas.
En julio de 2022, se convierte en entrenador del Futbol Club Penya d'Andorra de la Primera División de Andorra.

## Clubes

### Como entrenador
| Club                                              | País               | Año       |
| ------------------------------------------------- | ------------------ | --------- |
| FC Andorra                                        | Bandera de Andorra | 2008-2012 |
| FC Santa Coloma                                   | Bandera de Andorra | 2013-2018 |
| FC Andorra                                        | Bandera de Andorra | 2018      |
| Inter Club d'Escaldes (coordinador de la cantera) | Bandera de Andorra | 2019      |
| FC Andorra Sub-19                                 | Bandera de Andorra | 2019-2022 |
| Futbol Club Penya d'Andorra                       | Bandera de Andorra | 2022-     |